# Ashton Agar
Ashton Charles Agar (ur. 14 października 1993 w Melbourne) – australijski krykiecista, reprezentant kraju.  Jest leworęcznym all-rounderem specjalizującym się w rzucaniu w stylu left-arm orthodox spin.

## Życiorys
Przed rozpoczęciem kariery międzynarodowej grał w drużynie Australii Zachodniej, reprezentował także Australię w zawodach U19. 10 lipca 2013 r., pomimo że do tej chwili grał tylko w dziesięciu meczach pierwszoligowych i międzynarodowych, został powołany do reprezentacji Australii na mecz z Wielką Brytanią. W pierwszym meczu Agar pobił szereg wcześniejszych rekordów krykietowych – zdobył najwięcej runów (98), odbijając z ostatniej jedenastej pozycji, jako numer 11 zdobył najwięcej runów jako debiutant, odbijając wraz z Philem Hughesem zdobyli łącznie 163 runy – najwięcej na ostatni wicket w historii meczów testowych.